# Баршамай
Баршамай (кайт. Баршшамагӏи, дарг. Баршамагӏи) — село в Кайтагском районе Дагестана. Административный центр Сельсовета Баршамайский.

## Население
| 1888  | 1895  | 1926 | 1939 | 1970  | 1989  | 2002  |
| ----- | ----- | ---- | ---- | ----- | ----- | ----- |
| 1066  | ↘1040 | ↘883 | ↗896 | ↗1309 | ↗1499 | ↗1720 |
| 2010  | 2021  |      |      |       |       |       |
| ↗2110 | ↗2150 |      |      |       |       |       |

## Этимология
Поселение образовано в результате слияния двух сёл — Барша и МагIа. Название первого могло возникнуть как от Барг-ша — «селение в ложбинке», так и от барш — «склон», «ложбина». МагIа означает боярышник и связывается с обилием его кустарников в этой местности.

## Известные уроженцы
- Алисултанов, Султан Кадырбекович — Герой Советского Союза.